# Чонно Сам-га (станция метро)

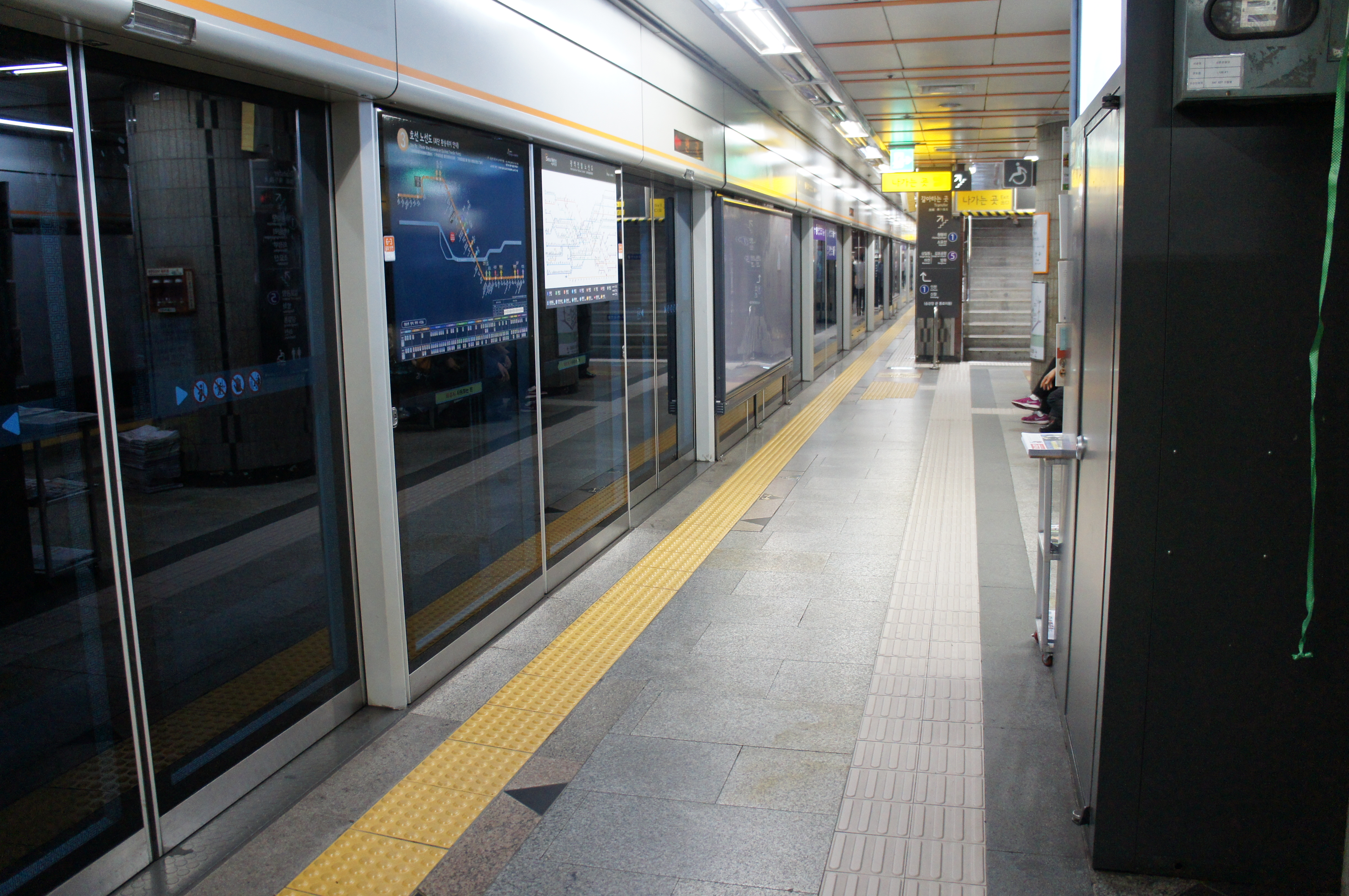
Платформа станции третьей линии

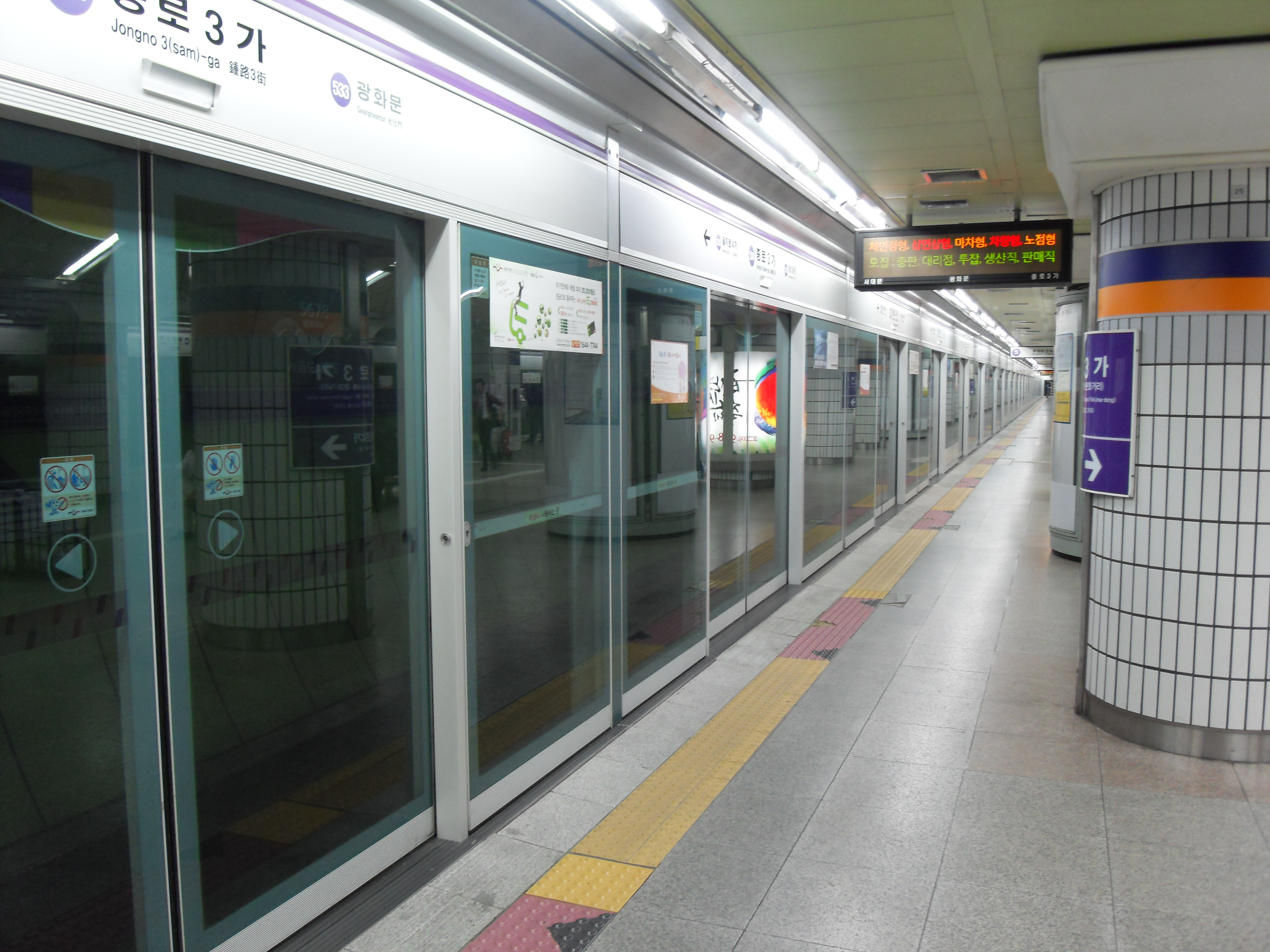
Платформа станции пятой линии

«Чонно Сам-га» (кор. 종로3가역) — пересадочная станция Сеульского метроː подземные на Первой (основная, Сеул метро 1), Третьей (основная, Сеул метро 3) и Пятой (основная, Сеул метро 5) линиях. На станции установлены платформенные раздвижные двери.
Она представлена двумя боковыми платформами на 1 линии и по одной островной на 3 и 5 линиях. Станция обслуживается корпорациями Сеул Метро (Seoul Metro) на 1 и 3 линиях и скоростного транспорта Сеула (SMRT) на 5 линии. Расположена в кварталах Чонно Сам-га и Мё-дон района Чонногу города Сеул (Республика Корея).
На Первой линии поезда Кёнвон экспресс (GWː Gyeongwon) обслуживают станцию; Кёнкин экспресс (GI: Gyeongin), Кёнбусон красный экспресс (GB: Gyeongbu red express), Кёнбусон зелёный экспресс (SC: Gyeongbu green express) не обслуживают станцию.
Пассажиропоток — на 1 линии 72 780 чел/день, на 3 линии 19 055 чел/день, на 5 линии 26 250 чел/день (на 2012 год).